# 平井堅
平井 堅（ひらい けん、1972年1月17日 - ）は、日本のシンガーソングライター。大阪府生まれ三重県名張市育ち。身長183cm。

## 略歴
大阪府で生まれ、2歳から高校卒業まで三重県名張市桔梗が丘で育つ。三重県立上野高等学校を卒業後に上京し、横浜市立大学商学部在学中から横浜市関内のライブハウスや新宿のライブハウス「新宿21世紀」専属の歌手などとして活動する。その傍ら、『Sony Music Entertainment Audition '93～Breath』に応募し、入選したのをきっかけに1993年よりソニーレコードと契約。1995年にCDデビュー。1枚目のシングル『Precious Junk』はフジテレビドラマ『王様のレストラン』（三谷幸喜作品）のタイアップであったものの、オリコン最高50位と振るわなかった。その後も目立ったヒット曲に恵まれず、一時期はシングルの出荷枚数が1万枚以下という時期さえあった。この間、地元FM三重や福岡の番組でパーソナリティをつとめたり、デビュー翌年には『オールナイトニッポン』のジングルを担当していたこともあった。
2000年、これが売れなければ契約打ち切りという背水の陣でリリースした8枚目のシングル『楽園』のテレビCMが、平井本人からの依頼を受けて同じ芸能事務所研音所属の江角マキコが出演していたことで問い合わせが殺到し、スポーツ新聞・ワイドショーなどに大きく取り上げられた。このCMは、他の地域に比べて平井の認知度が高かった北海道・福岡県限定で同年1月18日から深夜帯に放送されていたものだったが、この反響により全国放送が決定し、またFM各局でも楽曲が注目されて大ヒット。アーティストとして遅咲きではあったが、この『楽園』におけるレコード会社のマーケティング戦略の成功で高まった注目度を追い風にして、以後ヒット曲を多数リリースしている。
2005年11月23日、デビュー10周年を記念したベスト・アルバム『Ken Hirai 10th Anniversary Complete Single Collection '95-'05 歌バカ』を発売。2005年12月6日時点で累計売上枚数100万枚を突破し、自身4作目となるアルバム・ミリオンを達成したことにより、男性ソロ・アーティスト史上最多記録となった。
2001年に第30回ベストドレッサー賞（芸能部門）受賞、2005年にはデビュー10周年を記念し、初の写真集『歌バカ一代』を学研より10万部限定で発売している。

## エピソード
- サザンオールスターズの大ファンであり、当初サザンと同じ青山学院大学の受験を予定していたが、母親が願書の提出を忘れていたため第2希望であった横浜市立大学へ進学したという逸話を持つ。学生時代はコピーバンド「NO-NAME（サザンのシングル「EMANON」の逆さ読み）」を組んでいた。大学時代、桑田佳祐の自宅の門の上に、「桑田佳祐様、原由子様、コーラスでいいので雇ってください。平井堅」とメッセージを添えたデモテープを置いて行ったという過去を持つ。このテープには、当時の平井が歌ったプロコル・ハルム「青い影」、ビリー・ジョエル「ニューヨークの想い」の2曲が収録されている[25]。
- 2003年の『FNS27時間テレビ〜みんなのうた』内の『桑田佳祐の音楽寅さん 〜MUSIC TIGER〜サザンオールスターズスペシャル』では、桑田・原と共にサザンの「栞のテーマ」をハモり、夢であった共演を果たした。さらに、2ndシングル「片方ずつのイヤフォン」の歌詞には“Southern All Stars”が登場し、アルバム『Ken's Bar』ではKUWATA BANDの「ONE DAY」を、『Ken's Bar II』では、桑田佳祐の「白い恋人達」、『Ken's Bar III』では、サザンオールスターズの「いとしのエリー」をカバーしている。
- デビューの年には、母校である三重県立上野高校の学園祭でコンサートを行なっており、アンコールではその独特の歌いまわしでアレンジした校歌を披露した。またこの時、母校の財政事情を心配した平井は、一切のギャラの受け取りを辞退した。
- 一青窈の歌のピッチを下げると平井堅が歌っているように聞こえることが話題となった。この事は『トリビアの泉 〜素晴らしきムダ知識〜』などでも紹介された[26]。
- 自身のCDが発売された時には、自分でCDショップに行って買う上、自身の曲を買おうか迷っている客に対して自ら直接勧めに行く[27]。
- 純日本人だが、その彫りの深い顔から外国人と間違えられることが多い。
  - 「ソレデモシタイ」のPVは、自身が新宿駅西口を歩いていたところインド人の団体からインド人に間違えられたことにヒントを得て作られた[28]。
  - 2015年3月に稼働したバンダイナムコゲームスのアーケードゲーム『鉄拳7』に登場するシャヒーンというキャラクターが平井そっくりだということでTwitter上で話題になった[29]。

## ディスコグラフィ

### シングル

#### CDシングル
|                          | 発売日                | タイトル                               | 規格品番                               | オリコン              | 初収録アルバム                                                       |                       |                       |
| Sony Records レーベル    | Sony Records レーベル | Sony Records レーベル                  | Sony Records レーベル                  | Sony Records レーベル | Sony Records レーベル                                                | Sony Records レーベル | Sony Records レーベル |
| ------------------------ | --------------------- | -------------------------------------- | -------------------------------------- | --------------------- | -------------------------------------------------------------------- | --------------------- | --------------------- |
| 1st                      | 1995年5月13日         | Precious Junk                          | SRDL-3998 (8cm CD)                     | 50位                  | un-balanced                                                          |                       |                       |
| 1st                      | 2000年10月1日         | Precious Junk                          | DFDZ-5001 (8cm CD)                     | 50位                  | un-balanced                                                          |                       |                       |
| 2nd                      | 1995年6月21日         | 片方ずつのイヤフォン                   | SRDL-4029 (8cm CD)                     | -                     | un-balanced                                                          |                       |                       |
| 2nd                      | 2000年10月1日         | 片方ずつのイヤフォン                   | DFDZ-5002 (8cm CD)                     | -                     | un-balanced                                                          |                       |                       |
| 3rd                      | 1995年11月22日        | 横顔                                   | SRDL-4117 (8cm CD)                     | -                     | Stare At                                                             |                       |                       |
| 3rd                      | 2000年10月1日         | 横顔                                   | DFDZ-5003 (8cm CD)                     | -                     | Stare At                                                             |                       |                       |
| 4th                      | 1996年8月21日         | ドシャブリ                             | SRDL-4205 (8cm CD)                     | -                     | Stare At                                                             |                       |                       |
| 4th                      | 2000年10月1日         | ドシャブリ                             | DFDZ-5004 (8cm CD)                     | -                     | Stare At                                                             |                       |                       |
| 5th                      | 1996年11月1日         | Stay With Me                           | SRDL-4285 (8cm CD)                     | -                     | Stare At                                                             |                       |                       |
| 5th                      | 2000年10月1日         | Stay With Me                           | DFDZ-5005 (8cm CD)                     | -                     | Stare At                                                             |                       |                       |
| 6th                      | 1997年7月21日         | HEAT UP                                | SRDL-4404 (8cm CD)                     | -                     | Ken Hirai 10th Anniversary Complete Single Collection '95-'05 歌バカ |                       |                       |
| 6th                      | 2000年10月1日         | HEAT UP                                | DFDZ-5006 (8cm CD)                     | -                     | Ken Hirai 10th Anniversary Complete Single Collection '95-'05 歌バカ |                       |                       |
| 7th                      | 1998年5月29日         | Love Love Love                         | SRCL-4264 (12cm CD)                    | -                     | THE CHANGING SAME                                                    |                       |                       |
| 7th                      | 2000年10月1日         | Love Love Love                         | DFCZ-1005 (12cm CD)                    | -                     | THE CHANGING SAME                                                    |                       |                       |
| 8th                      | 2000年1月19日         | 楽園                                   | SRCL-4720 (12cm CD)                    | 7位                   | THE CHANGING SAME                                                    |                       |                       |
| 8th                      | 2000年10月1日         | 楽園                                   | DFCZ-1014 (12cm CD)                    | 7位                   | THE CHANGING SAME                                                    |                       |                       |
| 9th                      | 2000年5月10日         | why                                    | SRCL-4813 (12cm CD)                    | 8位                   | THE CHANGING SAME                                                    |                       |                       |
| 9th                      | 2000年10月1日         | why                                    | DFCZ-1018 (12cm CD)                    | 8位                   | THE CHANGING SAME                                                    |                       |                       |
| DefSTAR Records レーベル |                       |                                        |                                        |                       |                                                                      |                       |                       |
| 10th                     | 2000年10月18日        | LOVE OR LUST                           | DFCZ-1022 (12cm CD)                    | 6位                   | gaining through losing                                               |                       |                       |
| 11th                     | 2000年12月6日         | even if                                | DFCZ-1024 (12cm CD)                    | 3位                   | gaining through losing                                               |                       |                       |
| 12th                     | 2001年2月14日         | Miracles                               | DFCZ-1030 (12cm CD)                    | 4位                   | gaining through losing                                               |                       |                       |
| 13th                     | 2001年5月16日         | KISS OF LIFE                           | DFCZ-1033 (12cm CD)                    | 2位                   | gaining through losing                                               |                       |                       |
| 14th                     | 2002年1月30日         | Missin' you 〜It will break my heart〜 | DFCL-1057 (12cm CD)                    | 4位                   | LIFE is...                                                           |                       |                       |
| 15th                     | 2002年5月22日         | Strawberry Sex                         | DFCL-1071 (12cm CD)                    | 13位                  | LIFE is...                                                           |                       |                       |
| 16th                     | 2002年8月28日         | 大きな古時計                           | DFCL-1078 (12cm CD)                    | 1位                   | LIFE is...                                                           |                       |                       |
| 17th                     | 2002年11月6日         | Ring                                   | DFCL-1086 (12cm CD)                    | 1位                   | LIFE is...                                                           |                       |                       |
| 18th                     | 2003年5月8日          | LIFE is... 〜another story〜           | DFCL-1099 (レーベルゲートCD)           | 3位                   | Ken Hirai 10th Anniversary Complete Single Collection '95-'05 歌バカ |                       |                       |
| 18th                     | 2003年5月8日          | LIFE is... 〜another story〜           | DFCL-1151 (レーベルゲートCD2)          | 3位                   | Ken Hirai 10th Anniversary Complete Single Collection '95-'05 歌バカ |                       |                       |
| 18th                     | 2004年6月21日         | LIFE is... 〜another story〜           | DFCL-1240 (12cm CD)                    | 3位                   | Ken Hirai 10th Anniversary Complete Single Collection '95-'05 歌バカ |                       |                       |
| 19th                     | 2003年7月30日         | style                                  | DFCL-1107 (レーベルゲートCD)           | 12位                  | SENTIMENTALovers                                                     |                       |                       |
| 19th                     | 2003年7月30日         | style                                  | DFCL-1159 (レーベルゲートCD2)          | 12位                  | SENTIMENTALovers                                                     |                       |                       |
| 19th                     | 2004年7月7日          | style                                  | DFCL-1245 (12cm CD)                    | 12位                  | SENTIMENTALovers                                                     |                       |                       |
| 20th                     | 2004年4月28日         | 瞳をとじて                             | DFCL-1133 (レーベルゲートCD2)          | 2位                   | SENTIMENTALovers                                                     |                       |                       |
| 20th                     | 2004年4月28日         | 瞳をとじて                             | DFCL-1257 (12cm CD)                    | 2位                   | SENTIMENTALovers                                                     |                       |                       |
| 21st                     | 2004年5月19日         | キミはともだち                         | DFCL-1134 (レーベルゲートCD2)          | 5位                   | SENTIMENTALovers                                                     |                       |                       |
| 21st                     | 2004年5月19日         | キミはともだち                         | DFCL-1258 (12cm CD)                    | 5位                   | SENTIMENTALovers                                                     |                       |                       |
| 22nd                     | 2004年10月6日         | 思いがかさなるその前に…                | DFCL-1166 (レーベルゲートCD2)          | 1位                   | SENTIMENTALovers                                                     |                       |                       |
| 22nd                     | 2004年10月6日         | 思いがかさなるその前に…                | DFCL-1266 (12cm CD)                    | 1位                   | SENTIMENTALovers                                                     |                       |                       |
| 23rd                     | 2005年10月26日        | POP STAR                               | DFCL-1220 (12cm CD)                    | 1位                   | Ken Hirai 10th Anniversary Complete Single Collection '95-'05 歌バカ |                       |                       |
| 24th                     | 2006年6月14日         | バイマイメロディー                     | DFCL-1280 (12cm CD)                    | 2位                   | FAKIN' POP                                                           |                       |                       |
| 25th                     | 2007年1月17日         | 哀歌 (エレジー)                        | DFCL-1340 (12cm CD)                    | 5位                   | FAKIN' POP                                                           |                       |                       |
| 26th                     | 2007年2月28日         | 君の好きなとこ                         | DFCL-1341 (12cm CD)                    | 5位                   | FAKIN' POP                                                           |                       |                       |
| 27th                     | 2007年9月12日         | fake star                              | DFCL-1390 (12cm CD)                    | 6位                   | FAKIN' POP                                                           |                       |                       |
| 28th                     | 2008年2月20日         | キャンバス / 君はス・テ・キ♡           | DFCL-1400 (12cm CD)                    | 6位                   | FAKIN' POP                                                           |                       |                       |
| 29th                     | 2008年4月23日         | いつか離れる日が来ても                 | DFCL-1501 (12cm CD)                    | 19位                  | FAKIN' POP                                                           |                       |                       |
| 30th                     | 2009年9月23日         | CANDY                                  | DFCL-1600 (12cm CD)                    | 7位                   | JAPANESE SINGER                                                      |                       |                       |
| 31st                     | 2009年10月21日        | 僕は君に恋をする                       | DFCL-1601/2 (CD+DVD、初回生産限定盤)   | 3位                   | JAPANESE SINGER                                                      |                       |                       |
| 31st                     | 2009年10月21日        | 僕は君に恋をする                       | DFCL-1603 (CD、通常盤)                 | 3位                   | JAPANESE SINGER                                                      |                       |                       |
| 32nd                     | 2010年10月13日        | Sing Forever                           | DFCL-1686 (CD EXTRA、初回生産限定盤)   | 7位                   | JAPANESE SINGER                                                      |                       |                       |
| 32nd                     | 2010年10月13日        | Sing Forever                           | DFCL-1687 (CD、通常盤)                 | 7位                   | JAPANESE SINGER                                                      |                       |                       |
| 33rd                     | 2010年11月10日        | アイシテル                             | DFCL-1725 (CD EXTRA、初回生産限定盤)   | 9位                   | JAPANESE SINGER                                                      |                       |                       |
| 33rd                     | 2010年11月10日        | アイシテル                             | DFCL-1726 (CD、通常盤)                 | 9位                   | JAPANESE SINGER                                                      |                       |                       |
| 34th                     | 2011年5月4日          | いとしき日々よ                         | DFCL-1771 (12cm CD)                    | 7位                   | JAPANESE SINGER                                                      |                       |                       |
| 35th                     | 2012年5月30日         | 告白                                   | DFCL-1891/2 (CD+DVD、初回生産限定盤)   | 5位                   | THE STILL LIFE                                                       |                       |                       |
| 35th                     | 2012年5月30日         | 告白                                   | DFCL-1893 (CD、フルヴォリューム通常盤) | 5位                   | THE STILL LIFE                                                       |                       |                       |
| Ariola Japan レーベル    |                       |                                        |                                        |                       |                                                                      |                       |                       |
| 36th                     | 2014年4月2日          | グロテスク feat. 安室奈美恵            | BVCL-583/4 (CD+DVD、初回生産限定盤A)   | 4位                   | THE STILL LIFE                                                       |                       |                       |
| 36th                     | 2014年4月2日          | グロテスク feat. 安室奈美恵            | BVCL-585/6 (CD+DVD、初回生産限定盤B)   | 4位                   | THE STILL LIFE                                                       |                       |                       |
| 36th                     | 2014年4月2日          | グロテスク feat. 安室奈美恵            | BVCL-587 (CD、通常盤)                  | 4位                   | THE STILL LIFE                                                       |                       |                       |
| 37th                     | 2014年12月10日        | ソレデモシタイ/おんなじさみしさ        | BVCL-619/20 (CD+DVD、初回生産限定盤)   | 13位                  | THE STILL LIFE                                                       |                       |                       |
| 37th                     | 2014年12月10日        | ソレデモシタイ/おんなじさみしさ        | BVCL-621 (CD、フルヴォリューム通常盤)  | 13位                  | THE STILL LIFE                                                       |                       |                       |
| 38th                     | 2015年8月5日          | 君の鼓動は君にしか鳴らせない           | BVCL-660/1 (CD+DVD、初回生産限定盤)    | 18位                  | THE STILL LIFE                                                       |                       |                       |
| 38th                     | 2015年8月5日          | 君の鼓動は君にしか鳴らせない           | BVCL-662 (CD、フルヴォリューム通常盤)  | 18位                  | THE STILL LIFE                                                       |                       |                       |
| 39th                     | 2016年5月25日         | Plus One/TIME                          | BVCL-720/1 (CD+DVD、初回生産限定盤)    | 15位                  | THE STILL LIFE                                                       |                       |                       |
| 39th                     | 2016年5月25日         | Plus One/TIME                          | BVCL-722 (CD、通常盤)                  | 15位                  | THE STILL LIFE                                                       |                       |                       |
| 40th                     | 2016年6月22日         | 魔法って言っていいかな?                | BVCL-734 (12cm CD)                     | 15位                  | THE STILL LIFE                                                       |                       |                       |
| 41st                     | 2017年3月1日          | 僕の心をつくってよ                     | BVCL-776/7 (CD+DVD、初回生産限定盤)    | 7位                   | Ken Hirai Singles Best Collection 歌バカ2                            |                       |                       |
| 41st                     | 2017年3月1日          | 僕の心をつくってよ                     | BVCL-778 (CD、フルヴォリューム通常盤)  | 7位                   | Ken Hirai Singles Best Collection 歌バカ2                            |                       |                       |
| 41st                     | 2017年3月1日          | 僕の心をつくってよ                     | BVCL-779 (CD、期間限定生産盤)          | 7位                   | Ken Hirai Singles Best Collection 歌バカ2                            |                       |                       |
| 42nd                     | 2017年6月7日          | ノンフィクション                       | BVCL-818 (CD、ライブ音源初回限定盤)    | 10位                  | Ken Hirai Singles Best Collection 歌バカ2                            |                       |                       |
| 42nd                     | 2017年6月7日          | ノンフィクション                       | BVCL-819 (CD、通常盤)                  | 10位                  | Ken Hirai Singles Best Collection 歌バカ2                            |                       |                       |
| 43rd                     | 2018年5月30日         | トドカナイカラ                         | BVCL-895 (12cm CD)                     | 18位                  | あなたになりたかった                                                 |                       |                       |
| 44th                     | 2018年5月30日         | 知らないんでしょ?                      | BVCL-896 (12cm CD)                     | 16位                  | あなたになりたかった                                                 |                       |                       |
| 45th                     | 2018年11月28日        | half of me                             | BVCL-948/9 (CD+DVD、初回生産限定盤)    | 15位                  | あなたになりたかった                                                 |                       |                       |
| 45th                     | 2018年11月28日        | half of me                             | BVCL-950 (CD、通常盤)                  | 15位                  | あなたになりたかった                                                 |                       |                       |
| 46th                     | 2019年12月4日         | #302                                   | BVCL-1025/6 (CD+DVD、初回生産限定盤)   | 11位                  | あなたになりたかった                                                 |                       |                       |
| 46th                     | 2019年12月4日         | #302                                   | BVCL-1027 (CD、通常盤)                 | 11位                  | あなたになりたかった                                                 |                       |                       |
| 46th                     | 2019年12月4日         | #302                                   | BVC8-4/5 (CD+グッズ、ファンクラブ盤)   | 11位                  | あなたになりたかった                                                 |                       |                       |

#### 配信限定シングル
|                       | 配信日                | タイトル                 | 規格                   | 収録作品                                     |
| Ariola Japan レーベル | Ariola Japan レーベル | Ariola Japan レーベル    | Ariola Japan レーベル  | Ariola Japan レーベル                        |
| --------------------- | --------------------- | ------------------------ | ---------------------- | -------------------------------------------- |
| 1st                   | 2013年10月23日        | 桔梗が丘                 | デジタル・ダウンロード | 36thシングル 「グロテスク feat. 安室奈美恵」 |
| 2nd                   | 2019年5月29日         | いてもたっても           | デジタル・ダウンロード | 10thアルバム 「あなたになりたかった」        |
| 3rd                   | 2020年3月27日         | 怪物さん feat.あいみょん | デジタル・ダウンロード | 10thアルバム 「あなたになりたかった」        |

### アルバム

#### オリジナル・アルバム
|                          | 発売日                | タイトル               | 規格                  | 規格品番                       | オリコン              |
| Sony Records レーベル    | Sony Records レーベル | Sony Records レーベル  | Sony Records レーベル | Sony Records レーベル          | Sony Records レーベル |
| ------------------------ | --------------------- | ---------------------- | --------------------- | ------------------------------ | --------------------- |
| 1st                      | 1995年7月7日          | un-balanced            | CD                    | SRCL-3247                      | 57位                  |
| 1st                      | 2000年10月1日         | un-balanced            | CD                    | DFCZ-1001                      | 57位                  |
| 2nd                      | 1996年12月1日         | Stare At               | CD                    | SRCL-3718                      | -                     |
| 2nd                      | 2000年10月1日         | Stare At               | CD                    | DFCZ-1002                      | -                     |
| 3rd                      | 2000年6月21日         | THE CHANGING SAME      | CD                    | SRCL-4854                      | 1位                   |
| 3rd                      | 2000年10月1日         | THE CHANGING SAME      | CD                    | DFCZ-1020                      | 1位                   |
| DefSTAR Records レーベル |                       |                        |                       |                                |                       |
| 4th                      | 2001年7月4日          | gaining through losing | CD                    | DFCZ-1036                      | 2位                   |
| 4th                      | 2001年7月4日          | gaining through losing | SACD                  | DFGZ-9002                      | 2位                   |
| 5th                      | 2003年1月22日         | LIFE is...             | CD                    | DFCL-1092                      | 1位                   |
| 6th                      | 2004年11月24日        | SENTIMENTALovers       | CD                    | DFCL-1170                      | 1位                   |
| 7th                      | 2008年3月12日         | FAKIN' POP             | CD                    | DFCL-1500                      | 2位                   |
| 8th                      | 2011年6月8日          | JAPANESE SINGER        | CD+DVD                | DFCL-1782/3 (初回生産限定盤A)  | 3位                   |
| 8th                      | 2011年6月8日          | JAPANESE SINGER        | CD+DVD                | DFCL-1784/5 (初回生産限定盤B)  | 3位                   |
| 8th                      | 2011年6月8日          | JAPANESE SINGER        | CD                    | DFCL-1786 (通常盤)             | 3位                   |
| Ariola Japan レーベル    |                       |                        |                       |                                |                       |
| 9th                      | 2016年7月6日          | THE STILL LIFE         | CD+DVD                | BVCL-731/2 (初回生産限定盤)    | 4位                   |
| 9th                      | 2016年7月6日          | THE STILL LIFE         | CD                    | BVCL-733 (通常盤)              | 4位                   |
| 9th                      | 2016年12月14日        | THE STILL LIFE         | CD+BD                 | BVCL-768/9 (Deluxe Edition)    | 4位                   |
| 9th                      | 2016年12月14日        | THE STILL LIFE         | CD+DVD                | BVCL-770/1 (Deluxe Edition)    | 4位                   |
| 10th                     | 2021年5月12日         | あなたになりたかった   | CD+DVD                | BVCL-1147/8 (初回生産限定盤)   | 2位                   |
| 10th                     | 2021年5月12日         | あなたになりたかった   | CD+Blu-ray            | BVCL-1145/6 (初回生産限定盤)   | 2位                   |
| 10th                     | 2021年5月12日         | あなたになりたかった   | CD                    | BVCL-1149 (通常盤)             | 2位                   |
| 10th                     | 2021年5月12日         | あなたになりたかった   | CD+DVD                | BVC8-10/1 (ファンクラブ限定盤) | 2位                   |
| 10th                     | 2021年5月12日         | あなたになりたかった   | CD+Blu-ray            | BVC8-8/9 (ファンクラブ限定盤)  | 2位                   |

#### カバー・アルバム
|                          | 発売日                   | タイトル                 | 規格                     | 規格品番                     | オリコン                 |
| DefSTAR Records レーベル | DefSTAR Records レーベル | DefSTAR Records レーベル | DefSTAR Records レーベル | DefSTAR Records レーベル     | DefSTAR Records レーベル |
| ------------------------ | ------------------------ | ------------------------ | ------------------------ | ---------------------------- | ------------------------ |
| 1st                      | 2003年12月10日           | Ken's Bar                | CD                       | DFCL-1122                    | 3位                      |
| 1st                      | 2009年5月27日            | Ken's Bar                | Blu-spec CD              | DFCL-20007                   | 3位                      |
| 2nd                      | 2009年5月27日            | Ken's Bar II             | CD+DVD                   | DFCL-1502/3 (初回生産限定盤) | 2位                      |
| 2nd                      | 2009年5月27日            | Ken's Bar II             | CD                       | DFCL-1504 (通常盤)           | 2位                      |
| 2nd                      | 2009年5月27日            | Ken's Bar II             | Blu-spec CD              | DFCL-20008                   | 2位                      |
| Ariola Japan レーベル    |                          |                          |                          |                              |                          |
| 3rd                      | 2014年5月28日            | Ken's Bar III            | CD+DVD                   | BVCL-590/1 (初回生産限定盤A) | 4位                      |
| 3rd                      | 2014年5月28日            | Ken's Bar III            | 2CD                      | BVCL-592/3 (初回生産限定盤B) | 4位                      |
| 3rd                      | 2014年5月28日            | Ken's Bar III            | CD                       | BVCL-594 (通常盤)            | 4位                      |

#### コンピレーション・アルバム
| 発売日                   | タイトル                                                             | 規格                     | 規格品番                      | オリコン                 | 備考 |
| DefSTAR Records レーベル | DefSTAR Records レーベル                                             | DefSTAR Records レーベル | DefSTAR Records レーベル      | DefSTAR Records レーベル | DefSTAR Records レーベル |
| ------------------------ | -------------------------------------------------------------------- | ------------------------ | ----------------------------- | ------------------------ | --- |
| 2001年11月28日           | Kh re-mixed up 1                                                     | 2CD                      | DFCL-1053/4                   | 6位                      | リミックス音源集。シングルにカップリングされていた曲と新たにリミックスされた曲で構成されている。 |
| 2005年11月23日           | Ken Hirai 10th Anniversary Complete Single Collection '95-'05 歌バカ | 2CD+DVD                  | DFCL-1330/2 (初回生産限定盤)  | 1位                      | 1stシングル『Precious Junk』から、23rdシングル『POP STAR』までのシングル表題曲集。 初回生産限定盤には、収録曲の全ビデオクリップを収めたDVDが付属している。 |
| 2005年11月23日           | Ken Hirai 10th Anniversary Complete Single Collection '95-'05 歌バカ | 2CD                      | DFCL-1333/4 (通常盤)          | 1位                      | 1stシングル『Precious Junk』から、23rdシングル『POP STAR』までのシングル表題曲集。 初回生産限定盤には、収録曲の全ビデオクリップを収めたDVDが付属している。 |
| 2009年9月2日             | Ken Hirai 10th Anniversary Complete Single Collection '95-'05 歌バカ | Blu-spec 2CD             | DFCL-20012/3                  | 1位                      | 1stシングル『Precious Junk』から、23rdシングル『POP STAR』までのシングル表題曲集。 初回生産限定盤には、収録曲の全ビデオクリップを収めたDVDが付属している。 |
| 2010年11月10日           | Ken Hirai 15th Anniversary c/w Collection '95-'10 “裏 歌バカ”        | 3CD                      | DFCL-1710/2 (初回生産限定盤)  | 5位                      | 1stシングル「Precious Junk」から32ndシングル「Sing Forever」までのシングルカップリング曲集。 初回生産限定盤には、シングルにカップリングされていた曲と新たにリミックスされた曲で構成されたリミックス音源集『Kh re-mixed up 2』が付属している。 |
| 2010年11月10日           | Ken Hirai 15th Anniversary c/w Collection '95-'10 “裏 歌バカ”        | 2CD                      | DFCL-1713/4 (通常盤)          | 5位                      | 1stシングル「Precious Junk」から32ndシングル「Sing Forever」までのシングルカップリング曲集。 初回生産限定盤には、シングルにカップリングされていた曲と新たにリミックスされた曲で構成されたリミックス音源集『Kh re-mixed up 2』が付属している。 |
| Ariola Japan レーベル    |                                                                      |                          |                               |                          | |
| 2017年7月12日            | Ken Hirai Singles Best Collection 歌バカ2                            | 4CD                      | BVCL-807/10 (初回生産限定盤A) | 2位                      | シングル表題曲集と、平井が敬愛するアーティストによる書き下ろし楽曲全10曲が収録されているスペシャル・ディスク『歌バカだけに』とのセット。 初回生産限定盤Aには1stシングル「Precious Junk」から、初回生産限定盤Bと通常盤には24thシングル「バイマイメロディー」から42ndシングル「ノンフィクション」までが収められている。 初回生産限定盤Bには、収録曲のビデオクリップを収めたBlu-rayが付属している。 |
| 2017年7月12日            | Ken Hirai Singles Best Collection 歌バカ2                            | 3CD+Blu-ray              | BVCL-811/4 (初回生産限定盤B)  | 2位                      | シングル表題曲集と、平井が敬愛するアーティストによる書き下ろし楽曲全10曲が収録されているスペシャル・ディスク『歌バカだけに』とのセット。 初回生産限定盤Aには1stシングル「Precious Junk」から、初回生産限定盤Bと通常盤には24thシングル「バイマイメロディー」から42ndシングル「ノンフィクション」までが収められている。 初回生産限定盤Bには、収録曲のビデオクリップを収めたBlu-rayが付属している。 |
| 2017年7月12日            | Ken Hirai Singles Best Collection 歌バカ2                            | 3CD                      | BVCL-815/7 (通常盤)           | 2位                      | シングル表題曲集と、平井が敬愛するアーティストによる書き下ろし楽曲全10曲が収録されているスペシャル・ディスク『歌バカだけに』とのセット。 初回生産限定盤Aには1stシングル「Precious Junk」から、初回生産限定盤Bと通常盤には24thシングル「バイマイメロディー」から42ndシングル「ノンフィクション」までが収められている。 初回生産限定盤Bには、収録曲のビデオクリップを収めたBlu-rayが付属している。 |

### 映像作品
| 発売日         | タイトル                                                                             | 規格品番                                                               | 順位 | 備考 |
| -------------- | ------------------------------------------------------------------------------------ | ---------------------------------------------------------------------- | ---- | --- |
| 1996年12月1日  | Ken Hirai Films Vol.1                                                                | SRVM-570 (VHS) SRBL-1080 (DVD)                                         | ―    | 1995年発売のシングル曲等のMV集。 |
| 2001年7月1日   | Ken Hirai Films Vol.1                                                                | DFVZ-8002 (VHS) DFBZ-7002 (DVD)                                        | ―    | 1995年発売のシングル曲等のMV集。 |
| 2004年12月22日 | Ken Hirai Films Vol.1                                                                | DFBL-7065 (DVD)                                                        | ―    | 1995年発売のシングル曲等のMV集。 |
| 2000年6月21日  | Ken Hirai Films Vol.2                                                                | SRVM-5707 (VHS) SRBL-1079 (DVD)                                        | ―    | 1996年～2000年発売のシングル曲のMV集。                                                                                                   |
| 2001年7月4日   | Ken Hirai Films Vol.2                                                                | DFVZ-8006 (VHS) DFBZ-7006 (DVD)                                        | ―    | 1996年～2000年発売のシングル曲のMV集。                                                                                                   |
| 2004年12月22日 | Ken Hirai Films Vol.2                                                                | DFBL-7066 (DVD)                                                        | ―    | 1996年～2000年発売のシングル曲のMV集。                                                                                                   |
| 2001年7月4日   | Ken Hirai Films Vol.3                                                                | DFVZ-8007 (VHS) DFBZ-7007 (DVD)                                        | 17位 | 2000年10月～2001年発売のシングル曲のMV集。                                                                                               |
| 2002年1月30日  | Ken Hirai Films Vol.4 LIVE TOUR 2001 gaining through losing at the BUDOKAN           | DFBL-7051 (DVD)                                                        | 3位  | 2001年10月5日の日本武道館公演を収録 |
| 2003年1月22日  | Ken Hirai Films Vol.5                                                                | DFVL-8055 (VHS) DFBL-7056 (DVD)                                        | 14位 | 2002年発売のシングル曲等のMV集。 |
| 2003年12月10日 | Ken Hirai Films Vol.6 MTV UNPLUGGED KEN HIRAI                                        | DFBL-7059 (DVD)                                                        | 8位  | 2003年1月20日、日本人初の"MTV UNPLUGGED"出演時の模様と､ ライヴに至る経緯を追ったドキュメント映像を収録｡                                  |
| 2004年11月24日 | Ken Hirai Films Vol.7                                                                | DFBL-7063 (DVD)                                                        | 5位  | 2003～2004年発売のシングル曲等のMV集。                                                                                                   |
| 2005年12月7日  | Ken Hirai Films Vol.8 “Ken Hirai 10th Anniversary Tour Final at Saitama Super Arena” | DFBL-7080/1 (初回生産限定盤DVD) DFBL-7082 (通常盤DVD) DFXL-2 (Blu-ray) | 9位  | 2005年7月17日さいたまスーパーアリーナ公演を収録。 初回生産限定盤のみ2005年5月13日原宿RUIDO公演と、 ライヴツアーのドキュメント映像を収録｡ |
| 2008年4月23日  | Ken Hirai Films Vol.9                                                                | DFBL-7110 (DVD)                                                        | 49位 | 2005年～2008年2月発売のシングル曲等のMV集。                                                                                              |
| 2008年12月17日 | Ken Hirai Films Vol.10 Ken Hirai Live Tour 2008 FAKIN' POP                           | DFBL-7120/1 (初回生産限定盤DVD) DFBL-7122 (通常盤DVD) DFXL-7 (Blu-ray) | 18位 | 2008年6月16日大阪城ホール公演を収録。 初回生産限定盤のみドキュメント映像などを収録。                                                     |
| 2009年6月10日  | Ken Hirai Films Vol.11 Ken's Bar 10th Anniversary                                    | DFBL-7123/4 (DVD)                                                      | 6位  | 2008年12月24日横浜アリーナ公演を収録(Disc1)。 2008年5月29日ビルボード東京公演を収録(Disc2)。                                             |
| 2009年6月10日  | Ken's Bar 10th Anniversary Christmas Eve Special!                                    | DFXL-8 (Blu-ray)                                                       | ―    | 2008年12月24日横浜アリーナ公演を収録。                                                                                                   |
| 2012年5月30日  | Ken Hirai Films Vol.12                                                               | DFBL-7147 (DVD)                                                        | 4位  | 2008年～2011年発売のシングル曲等のMV集。                                                                                                 |
| 2016年3月23日  | Ken Hirai Films Vol.13 『Ken Hirai 20th Anniversary!! at Zepp Tokyo』                | BVXL-55 (初回限定盤Blu-ray) BVXL-56 (通常盤Blu-ray)                    | 20位 | 2015年5月13日Zepp Tokyo公演を収録 |
| 2016年3月23日  | Ken Hirai Films Vol.13 『Ken Hirai 20th Anniversary!! at Zepp Tokyo』                | BVBL-120/1 (初回限定盤DVD) BVBL-122 (通常盤DVD)                        | 19位 | 2015年5月13日Zepp Tokyo公演を収録 |
| 2018年12月5日  | Ken Hirai Films Vol.14 『Ken’s Bar 20th Anniversary Special !!』                     | BVXL-72 (Blu-ray)                                                      | 34位 | 2018年5月30日東京ドーム公演と2018年8月28日ニューヨーク公演を収録。                                                                       |
| 2018年12月5日  | Ken Hirai Films Vol.14 『Ken’s Bar 20th Anniversary Special !!』                     | BVBL-142/3 (DVD)                                                       | 17位 | 2018年5月30日東京ドーム公演と2018年8月28日ニューヨーク公演を収録。                                                                       |
| 2021年5月12日  | Ken Hirai Films Vol.15                                                               | BVXL-77 (Blu-ray)                                                      | 7位  | 2012年～2020年発売のシングル曲等のMV集。                                                                                                 |
| 2021年5月12日  | Ken Hirai Films Vol.15                                                               | BVBL-154 (DVD)                                                         | 10位 | 2012年～2020年発売のシングル曲等のMV集。                                                                                                 |

### その他
| 発売日         | 曲名                                         | 収録作品                                             |
| -------------- | -------------------------------------------- | ---------------------------------------------------- |
| 1996年9月21日  | moonstruck with 平井堅                       | CHAKA「with friends」                                |
| 1996年12月21日 | HOLDING ON TO PROMISES (featuring KEN HIRAI) | GERRY DeVEAUX「BACK TO YOU」                         |
| 1998年8月26日  | 君が笑ったら                                 | Original Soundtrack「せつない」                      |
| 2000年12月13日 | セントオブウーマン〜夢の香り〜 feat. 平井堅  | K DUB SHINE「生きる」                                |
| 2002年5月22日  | Eyes on you                                  | 中森明菜「Resonancia」                               |
| 2003年3月12日  | You are the sunshine of my life              | Various Artists「Conception〜Stevie Wonder Tribute」 |
| 2005年6月22日  | Got Me A Feeling                             | BONNIE PINK「REMINISCENCE」                          |
| 2009年12月9日  | When You Wish Upon a Star                    | Various Artists「Mellow Disney」                     |
| 2012年9月19日  | 東京ピエロ feat. 平井堅                      | 大橋トリオ「White」                                  |
| 2013年2月20日  | さよならレストラン feat. 平井堅              | 古内東子「and then... 〜20th anniversary BEST〜」    |

### 楽曲提供
- JUJU「かわいそうだよね （with HITSUJI）」（2018年） - 作詞・作曲[31]

## ミュージックビデオ
| 曲名                                   | 監督                         | 収録作品                                          |
| -------------------------------------- | ---------------------------- | ------------------------------------------------- |
| Precious Junk                          |                              | Ken Hirai Films Vol.1                             |
| 片方ずつのイヤフォン                   |                              | Ken Hirai Films Vol.1                             |
| 笑顔                                   |                              | Ken Hirai Films Vol.1                             |
| 横顔                                   |                              | Ken Hirai Films Vol.1                             |
| ドシャブリ                             |                              | Ken Hirai Films Vol.2                             |
| Stay With Me                           |                              | Ken Hirai Films Vol.2                             |
| HEAT UP                                |                              | Ken Hirai Films Vol.2                             |
| Love Love Love                         |                              | Ken Hirai Films Vol.2                             |
| 楽園                                   | セキ★リュウジ(関竜司)        | Ken Hirai Films Vol.2                             |
| why                                    | セキ★リュウジ(関竜司)        | Ken Hirai Films Vol.2                             |
| LOVE OR LUST                           |                              | Ken Hirai Films Vol.3                             |
| even if                                |                              | Ken Hirai Films Vol.3                             |
| Miracles                               | セキ★リュウジ                | Ken Hirai Films Vol.3                             |
| KISS OF LIFE                           | 江原慎太郎                   | Ken Hirai Films Vol.3                             |
| Missin' you 〜It will break my heart〜 | セキ★リュウジ                | Ken Hirai Films Vol.5                             |
| Strawberry Sex                         | セキ★リュウジ                | Ken Hirai Films Vol.5                             |
| 大きな古時計                           | 牧鉄馬                       | Ken Hirai Films Vol.5                             |
| Ring                                   | 牧鉄馬                       | Ken Hirai Films Vol.5                             |
| One Love Wonderful World               | 大喜多正毅                   | Ken Hirai Films Vol.5                             |
| LIFE is... 〜another story〜           | 牧鉄馬                       | Ken Hirai Films Vol.7                             |
| style                                  | MINORI MURAKAMI & ZOREN GOLD | Ken Hirai Films Vol.7                             |
| 瞳をとじて                             | 前田良輔                     | Ken Hirai Films Vol.7                             |
| キミはともだち                         | 伊藤有壱                     | Ken Hirai Films Vol.7                             |
| 思いがかさなるその前に…                | 山本高史                     | Ken Hirai Films Vol.7                             |
| Come Back                              | 中村剛                       | Ken Hirai Films Vol.7                             |
| 見上げてごらん夜の星を                 | セキ★リュウジ                | Ken Hirai Films Vol.7                             |
| POP STAR                               | 芳賀薫                       | Ken Hirai Films Vol.9                             |
| バイマイメロディー                     | 田中裕介                     | Ken Hirai Films Vol.9                             |
| 哀歌（エレジー）                       | 掛川康典                     | Ken Hirai Films Vol.9                             |
| 君の好きなとこ                         | 冨永まい                     | Ken Hirai Films Vol.9                             |
| fake star                              | セキ★リュウジ                | Ken Hirai Films Vol.9                             |
| センチメンタル                         | セキ★リュウジ                | Ken Hirai Films Vol.9                             |
| キャンバス                             | 熊澤尚人                     | Ken Hirai Films Vol.9                             |
| いつか離れる日が来ても(Live)           | セキ★リュウジ                | Ken Hirai Films Vol.10 Live Tour 2008 "FAKIN'POP" |
| 君はス・テ・キ♥ (Live)                 | セキ★リュウジ                | Ken Hirai Films Vol.10 Live Tour 2008 "FAKIN'POP" |

| 曲名                         | 監督                                      | 収録作品               |
| ---------------------------- | ----------------------------------------- | ---------------------- |
| 君はス・テ・キ♥              | 金★名中                                   | Ken Hirai Films Vol.12 |
| いつか離れる日が来ても       | 山口保幸                                  | Ken Hirai Films Vol.12 |
| CANDY                        | 田中裕介                                  | Ken Hirai Films Vol.12 |
| 僕は君に恋をする             | セキ★リュウジ                             | Ken Hirai Films Vol.12 |
| Sing Forever                 | セキ★リュウジ                             | Ken Hirai Films Vol.12 |
| 夢のむこうで                 | セキ★リュウジ                             | Ken Hirai Films Vol.12 |
| Stardust(平井堅＆美空ひばり) | セキ★リュウジ                             | Ken Hirai Films Vol.12 |
| アイシテル                   | 三木孝浩                                  | Ken Hirai Films Vol.12 |
| いとしき日々よ               | 柿本ケンサク                              | Ken Hirai Films Vol.12 |
| 告白                         | 田辺秀伸 / 石原周太郎                     | Ken Hirai Films Vol.15 |
| 桔梗が丘                     | 本郷伸明                                  | Ken Hirai Films Vol.15 |
| グロテスク feat.安室奈美恵   | 二宮"NINO"大輔                            | Ken Hirai Films Vol.15 |
| 切手のないおくりもの         | 木綿達史                                  | Ken Hirai Films Vol.15 |
| ソレデモシタイ               | 鎌谷聡次郎                                | Ken Hirai Films Vol.15 |
| 君の鼓動は君にしか鳴らせない | 須藤カンジ                                | Ken Hirai Films Vol.15 |
| Plus One                     | 清水康彦                                  | Ken Hirai Films Vol.15 |
| 魔法って言っていいかな?      | 白石剛浩                                  | Ken Hirai Films Vol.15 |
| ON AIR                       | オタミラムズ （白玖ヨしひろ＋平岡佐知⌘B） | Ken Hirai Films Vol.15 |
| 僕の心をつくってよ           | 三宅伸行                                  | Ken Hirai Films Vol.15 |
| ほっ                         | YKBX                                      | Ken Hirai Films Vol.15 |
| ノンフィクション             | 田辺秀伸                                  | Ken Hirai Films Vol.15 |
| トドカナイカラ               | 田辺秀伸                                  | Ken Hirai Films Vol.15 |
| 知らないんでしょ?            | 田辺秀伸                                  | Ken Hirai Films Vol.15 |
| half of me                   | 田辺秀伸                                  | Ken Hirai Films Vol.15 |
| いてもたっても               | 中根さや香                                | Ken Hirai Films Vol.15 |
| #302                         | 内山拓也                                  | Ken Hirai Films Vol.15 |
| 怪物さん feat.あいみょん     | 田中裕介                                  | Ken Hirai Films Vol.15 |
| 1995                         | 田辺秀伸                                  |                        |

## タイアップ
| 曲名                         | 作品                                                                                     |
| ---------------------------- | ---------------------------------------------------------------------------------------- |
| Precious Junk                | フジテレビ系水曜劇場『王様のレストラン』主題歌                                           |
| 片方ずつのイヤフォン         | テレビ朝日系『VIDEO JAM』オープニングテーマ                                              |
| 横顔                         | フジテレビ系『めざまし天気』エンディングテーマ                                           |
| 横顔                         | ニッポン放送『オールナイトニッポン』エンディングテーマ                                   |
| HEAT UP                      | ABC系『速報!甲子園への道』テーマソング                                                   |
| Love Love Love               | TBS系『愛のヒナ壇』オープニングテーマ                                                    |
| 君が笑ったら                 | テレビ朝日系ドラマ『TOKYO HEART BREAK せつない』挿入曲                                   |
| Miracles                     | キッコーマン「万上焼酎 トライアングル」CMソング                                          |
| KISS OF LIFE                 | フジテレビ系月9ドラマ『ラブ・レボリューション』主題歌                                    |
| Strawberry Sex               | 本田技研工業「That's」CMソング                                                           |
| 大きな古時計                 | NHK『みんなのうた』2002年8 - 9月                                                         |
| 大きな古時計                 | au by KDDI「EZ 着うた」CMソング                                                          |
| Ring                         | 日本テレビ系水曜ドラマ『サイコドクター』主題歌                                           |
| LIFE is... 〜another story〜 | TBS系金曜ドラマ『ブラックジャックによろしく』主題歌                                      |
| LIFE is... 〜another story〜 | 任天堂『ファイアーエムブレム 烈火の剣』CMソング                                          |
| THE ROSE                     | ネスレジャパン「ネスカフェ プレジデント」CMソング                                        |
| LOVIN' YOU                   | オンワード樫山「VANILLA CONFUSION」CMソング                                              |
| WHAT A WONDERFUL WORLD       | ソニー「ハンディカム PC300K」CMソング                                                    |
| 瞳をとじて                   | 東宝配給映画『世界の中心で、愛をさけぶ』主題歌                                           |
| DESPERADO                    | キリンビール「キリンラガービール」CMソング                                               |
| キミはともだち               | フジテレビ系火9ドラマ『ワンダフルライフ』主題歌                                          |
| 思いがかさなるその前に…      | トヨタ自動車「カローラ フィールダー」CMソング                                            |
| 思いがかさなるその前に…      | フジテレビ系ドラマ『積木くずし真相〜あの家族、その後の悲劇〜』主題歌                     |
| POP STAR                     | フジテレビ系月9ドラマ『危険なアネキ』主題歌                                              |
| ため息キップ                 | 大同生命CMソング                                                                         |
| バイマイメロディー           | au by KDDI「LISMO」CMソング                                                              |
| hug                          | コカ・コーラ「紅茶花伝」CMソング                                                         |
| 哀歌（エレジー）             | 東宝配給映画『愛の流刑地』」主題歌                                                       |
| 君の好きなとこ               | 日本テレビ系土曜ドラマ『演歌の女王』主題歌                                               |
| 美しい人                     | 資生堂「ELIXIR SUPERIEUR」CMソング                                                       |
| fake star                    | 明治製菓「Fran Aromatier」CMソング                                                       |
| キャンバス                   | フジテレビ系火9ドラマ『ハチミツとクローバー』主題歌                                      |
| 君はス・テ・キ♥              | リプトン「新リプトン リモーネ」CMソング                                                  |
| Cry&Smile!!                  | 味の素「クノール カップスープ」CMソング                                                  |
| UPSET                        | LG電子「FOMA L705iX」CMソング                                                            |
| Twenty! Twenty! Twenty!      | J-WAVE開局20周年ソング                                                                   |
| いつか離れる日が来ても       | ソニーピクチャーズエンタテインメント配給映画『あの空をおぼえてる』主題歌                 |
| 写真                         | 日本中央競馬会2008年イメージソング                                                       |
| Moon River                   | アスミック・エースエンタテインメント配給映画『ザ・ムーン』日本版主題歌                   |
| Heart Of Mine                | ショウゲート配給映画『愛を読むひと』日本版イメージソング                                 |
| 僕は君に恋をする             | 東宝配給映画『僕の初恋をキミに捧ぐ』主題歌                                               |
| 一人じゃない                 | NHK教育連続人形活劇『新・三銃士』エンディングテーマ                                      |
| 太陽                         | 「没後120年 ゴッホ展 -こうして私はゴッホになった-」テーマソング                          |
| 太陽                         | TBS系「炎の天才画家ゴッホ〜120年目の真実」テーマソング                                   |
| アイシテル                   | パラマウント ピクチャーズ ジャパン=松竹配給映画『ゴースト もういちど抱きしめたい』主題歌 |
| Unchained Melody             | パラマウント ピクチャーズ ジャパン=松竹配給映画『ゴースト もういちど抱きしめたい』挿入歌 |
| Sing Forever                 | 日本テレビ系『スッキリ!!』2010年10月度テーマソング                                       |
| 夢のむこうで                 | 東宝配給映画『星守る犬』主題歌                                                           |
| いとしき日々よ               | TBS系日曜劇場『JIN-仁-（完結編）』主題歌                                                 |
| Run to you                   | NEXCO中日本イメージソング                                                                |
| 告白                         | テレビ朝日系木曜ドラマ『Wの悲劇』主題歌                                                  |
| Woman"Wの悲劇"より           | テレビ朝日系木曜ドラマ『Wの悲劇』挿入歌                                                  |
| 桔梗が丘                     | ミサワホーム創立45周年記念CMソング                                                       |
| 青空傘下                     | 日本赤十字社「はたちの献血」キャンペーンソング                                           |
| やつらの足音のバラード       | GLOBAL WORK『フク、フクフク 世界人』「フク、フクフク 出会い 篇」CMソング                 |
| ソレデモシタイ               | 日本テレビ系『徳井と後藤と麗しのSHELLYが今夜くらべてみました』11月エンディングテーマ     |
| おんなじさみしさ             | NHK総合ドラマ10『さよなら私』主題歌                                                      |
| Tomorrow                     | 映画『ANNIE／アニー』主題歌                                                              |
| 切手のないおくりもの         | ギャガ配給映画『繕い裁つ人』主題歌                                                       |
| 君の鼓動は君にしか鳴らせない | TBS系日曜劇場『ナポレオンの村』主題歌                                                    |
| 愛にこだわれ                 | 東洋ゴム工業「TOYO TIRES」CMソング                                                       |
| 魔法って言っていいかな?      | パナソニック「LUMIX TZ85」CMソング                                                       |
| TIME                         | 伊勢志摩サミット2016応援ソング                                                           |
| Plus One                     | テレビ朝日系木曜ドラマ『グッドパートナー 無敵の弁護士』主題歌                            |
| Missionary                   | 東洋ゴム工業「TOYO TIRES」CMソング                                                       |
| 僕の心をつくってよ           | 映画『映画ドラえもん のび太の南極カチコチ大冒険』主題歌                                  |
| ほっ                         | クレディセゾンCMソング                                                                   |
| ノンフィクション             | TBS系日曜劇場『小さな巨人』主題歌                                                        |
| トドカナイカラ               | ソニー・ピクチャーズ エンタテインメント配給映画『50回目のファーストキス』主題歌          |
| 知らないんでしょ?            | テレビ朝日系木曜ドラマ『未解決の女 警視庁文書捜査官』主題歌                              |
| half of me                   | フジテレビ系木曜劇場『黄昏流星群～人生折り返し、恋をした～』主題歌                       |
| HOLIC                        | J-WAVE開局30周年アニバーサリー・ソング                                                   |
| いてもたっても               | ワーナー・ブラザース配給映画『町田くんの世界』主題歌                                     |
| #302                         | TBS系金曜ドラマ『4分間のマリーゴールド』主題歌                                           |
| 1995                         | 日本テレビ系『スッキリ』2021年5月度テーマソング                                          |

## 受賞歴
2001年
- ゴールドディスク大賞「ロック・アルバム・オブ・ザ・イヤー」（THE CHANGING SAME）

2002年
- ゴールドディスク大賞「ロック・アルバム・オブ・ザ・イヤー」（gaining through losing）
- MTV Video Music Awards Japan「最優秀男性アーティストビデオ賞」
- 第40回ゴールデン・アロー賞音楽賞

2003年
- ゴールドディスク大賞「ソング・オブ・ザ・イヤー」（大きな古時計）
- ゴールドディスク大賞「ロック＆ポップ・アルバム・オブ・ザ・イヤー」（LIFE is...）
- SPACE SHOWER Music Video Awards「BEST MALE CLIP」（Ring）
- 第37回ザテレビジョンドラマアカデミー賞 主題歌賞（LIFE is... 〜another story〜）[40]

2004年
- ゴールドディスク大賞「ロック＆ポップ・アルバム・オブ・ザ・イヤー」（Ken's Bar）

2005年
- ゴールドディスク大賞「ソング・オブ・ザ・イヤー」（瞳をとじて）
- ゴールドディスク大賞「ロック＆ポップ・アルバム・オブ・ザ・イヤー」（SENTIMENTALovers）
- MTV Video Music Awards Japan「最優秀男性アーティストビデオ賞」（瞳をとじて）
- MTV Video Music Awards Japan「最優秀映画ビデオ賞」（瞳をとじて）

2006年
- ゴールドディスク大賞「ロック＆ポップ・アルバム・オブ・ザ・イヤー」（『Ken Hirai 10th Anniversary Complete Single Collection '95-'05 歌バカ』）
- MTV Video Music Awards Japan「最優秀男性アーティストビデオ賞」（POP STAR）
- SPACE SHOWER Music Video Awards「BEST BEST POPS VIDEO」（POP STAR）

2007年
- SPACE SHOWER Music Video Awards「BEST MALE CLIP」（バイマイメロディー）

2008年
- J-WAVE 第13回 TOKIO HOT 100 AWARD「ベスト男性アーティスト賞」

2009年
- 第1回DEGジャパン アワード/ブルーレイ大賞「審査員特別賞」（Blu-ray『Ken Hirai Live Tour 2008 "FAKIN' POP"』）
- J-WAVE 第14回 TOKIO HOT 100 AWARD「特別賞」

2015年
- SPACE SHOWER TV MUSIC VIDEO AWARDS 2015「特別賞」（ソレデモシタイ）
- MTV VIDEO MUSIC AWARDS JAPAN 2015「CONTRIBUTON TO ENTERTAINMENT AWARD」

2017年
- TOKYO MUSIC ODYSSEY 2017 SPACE SHOEWR MUSIC AWARDS「BEST POP ARTIST」

2018年
- SPACE SHOEWR MUSIC AWARDS 2018「VIDEO OF THE YEAR」（ノンフィクション）

## 出演

### テレビ
- 電リク! BeatBox（TOKYO MX） - 司会
- SCENE（TOKYO MX）
- テレビ朝日関東ローカル『せつない』 - 第20話主人公
- 青春のポップス（NHK総合、2000年 - 2001年）
- うたばん（TBS、2001年7月26日）出演
- 平井堅・楽園の彼方に（NHKBS-hi、2001年8月17日）
- SONGS（NHK総合、2008年3月12日、2011年6月15日、2021年6月3日）
- Music Lovers（日本テレビ、2011年5月1日）出演
- HEY!HEY!HEY! MUSIC CHAMP（フジテレビ、2011年5月2日）出演
- タモリ倶楽部（テレビ朝日、2011年5月14日）
- 私が恋愛できない理由 第1話（フジテレビ、2011年10月17日） - 本人役
- 亀田音楽専門学校（NHK、2013年1月3日、1月4日） - ゲスト講師
- ミュージックステーション（テレビ朝日、2014年6月6日、2015年7月31日、2016年6月24日、2017年2月24日、2017年6月2日、2018年5月18日、2019年10月25日、2021年5月14日）出演
- SWITCHインタビュー 達人達（NHK Eテレ、2016年7月9日） - アートディレクター・増田セバスチャンとの対談
- ドラえもん（テレビ朝日、第2期、2017年2月24日） - 本人役（声の出演）[41]
- MUSIC FAIR（フジテレビ、2018年10月13日、2021年5月29日）出演
- スッキリ（日本テレビ、2018年10月17日）出演
- バズリズム02（日本テレビ、2018年10月20日）出演
- おしゃれイズム（日本テレビ、2019年6月2日）出演
- ミュージックステーション ウルトラ SUPER LIVE 2019（テレビ朝日、2019年12月27日）出演
- CDTVライブ!ライブ!（TBSテレビ、2021年5月17日）出演

### NHK紅白歌合戦出場歴
| 年度   | 放送回 | 回 | 曲目                   | 備考                                       |
| ------ | ------ | -- | ---------------------- | ------------------------------------------ |
| 2000年 | 第51回 | 初 | 楽園                   | 紅白初出場                                 |
| 2002年 | 第53回 | 2  | 大きな古時計           | マサチューセッツ州から中継・ 2年ぶりの出場 |
| 2003年 | 第54回 | 3  | 見上げてごらん夜の星を | 坂本九(映像)とデュエット                   |
| 2004年 | 第55回 | 4  | 瞳をとじて             | トリ前                                     |
| 2007年 | 第58回 | 5  | 哀歌 (エレジー)        | 3年ぶりの出場                              |
| 2008年 | 第59回 | 6  | いつか離れる日が来ても |                                            |
| 2011年 | 第62回 | 7  | いとしき日々よ         | 3年ぶりの出場                              |
| 2017年 | 第68回 | 8  | ノンフィクション       | 6年ぶりの出場                              |

### ラジオ
- 2時いろナイトワーク〜こんな夜中にごめんね〜（1997年 - 1998年、AIR-G'）
- 平井堅の聞いてもらってすいません（CROSS FM）
- 平井堅のたまリバ!（1999年 - 2000年、FM世田谷、栃木放送やFM佐賀でもネットされた）
- 平井堅のオレは歌バカだ!（1998年 - 2001年、AIR-G'）
- ACROSS THE VIEW 〜 MAD ABOUT SINGIN'　（2000年 - 2001年、J-WAVE）
- BREAD&CIRCUS〜FLYING EASY ON SATURDAY NIGHT〜（2005年、J-WAVE）
- FLYING EASY（2005年、J-WAVE・CROSS FM）
- 平井堅のオールナイトニッポン（2008年3月10日、ニッポン放送）
- 平井堅のOH! MY RADIO（2001年 - 2004年、2009年、J-WAVE）
- RADIPEDIA（2010年1月〜12月、J-WAVE）
- 平井堅 NOW ON AIR 〜やっと逢えたね〜（2016年1月 - 、FM三重ほか）[42]

### CM
- キッコーマン 『万上焼酎 トライアングル』（2001年）
- キリンビール 『キリンラガービール』（2004年）
- TOYOTA 『COROLLA FIELDER』（2004年）
- Lipton 『新リプトン リモーネ』（2008年）
- LG電子『FOMA L705iX』（2008年）

### PV
- サザンオールスターズ「天国オン・ザ・ビーチ」（2014年9月10日発売）

## 主なライブ

### ライブツアー
| 年   | 開催日              | タイトル                                            | 会場                              | 備考 |
| ---- | ------------------- | --------------------------------------------------- | --------------------------------- | --- |
| 1995 | 12月13日 ～12月16日 | LIVE TOUR '95『横顔』                               | 大阪ミューズホールほか            | 全国3都市・3公演（大阪、東京、福岡） |
| 1997 | 1月27日 ～1月31日   | Winter Tour '97『Stare At』                         | 札幌PENNY LANE 24ほか             | 全国3都市・3公演（北海道、大阪、東京） |
| 2000 | 10月17日 ～11月12日 | LIVE TOUR 2000『THE CHANGING SAME』                 | 渋谷CLUB QUATTROほか              | 全国6都市・7公演（東京、愛知、北海道、宮城、大阪、福岡） |
| 2001 | 8月7日 ～10月5日    | LIVE TOUR 2001『gaining through losing』            | 栃木県総合文化センターほか        | 全国20都市・21公演（栃木、広島、福岡、長崎、熊本、沖縄、神奈川、東京、石川、 静岡、愛知、三重、北海道(札幌・帯広)、岩手、宮城、香川、京都、兵庫、大阪） DVD『Ken Hirai Films Vol.4 LIVE TOUR 2001 gaining through losing at the BUDOKAN』に収録 （日本武道館10月5日公演のみ)                                     |
| 2003 | 4月15日 ～6月15日   | LIVE TOUR 2003『LIFE is...』                        | 日本武道館ほか                    | 全国12都市・21公演（東京、広島、埼玉、愛知、宮城、新潟、北海道、徳島、兵庫、 神奈川、大阪、福岡） |
| 2005 | 5月17日 ～7月17日   | Ken Hirai 10th Anniversary Tour                     | 三重県･伊賀市文化会館ほか         | 全国22都市・29公演（三重、大分、福岡、徳島、愛媛、山口、岡山、静岡、石川、新潟、 群馬、青森、秋田、北海道(札幌・函館)、宮城、広島、鹿児島、沖縄、愛知、大阪、埼玉） DVD『Ken Hirai Films Vol.8“Ken Hirai 10th Anniversary Tour Final at Saitama Super Arena”』に収録 （さいたまスーパーアリーナ7月17日公演のみ） |
| 2008 | 5月2日 ～7月20日    | Ken Hirai Live Tour 2008 "FAKIN' POP"               | 日本武道館ほか                    | 全国14都市・24公演（東京、三重、広島、愛知、北海道、兵庫、福井、大阪、静岡、宮崎、 徳島、福岡、埼玉、沖縄） DVD『Ken Hirai Films Vol.10 Ken Hirai Live Tour 2008 FAKIN' POP』に収録 （大阪城ホール6月16日公演のみ）                                                                                              |
| 2011 | 5月2日 ～7月20日    | KEN HIRAI Live Tour 2011 "JAPANESE SINGER"          | 横須賀芸術劇場ほか                | 全国19都市・22公演（神奈川、北海道(苫小牧・札幌・釧路)、岩手、宮城、山口、広島、鳥取、 福井、石川、長野、愛媛、香川、長崎、福岡、愛知、埼玉、大阪） |
| 2015 | 9月4日 ～11月23日   | Ken Hirai 20th Anniversary Live Tour 2015           | 滋賀県立芸術劇場 びわ湖ホールほか | 全国24都市・24公演（滋賀、奈良、兵庫、北海道(函館・旭川)、大分、長崎、鹿児島、千葉、東京、 静岡、三重、岐阜、愛媛、香川、埼玉、広島、岡山、神奈川、長野、新潟、岩手、宮城、沖縄） |
| 2016 | 3月26日 ～5月8日    | Ken Hirai 20th Anniversary Special!! Live Tour 2016 | マリンメッセ福岡ほか              | 全国5都市・8公演（福岡、大阪、北海道、愛知、東京） アルバム『THE STILL LIFE』Deluxe Edition-Special Limited Package-のボーナスDVD・Blu-rayに収録 （国立代々木競技場 第一体育館5月8日公演のみ） |
| 2017 | 4月11日 ～4月19日   | Ken Hirai Special Live!! "THE STILL LIFE"           | 大阪城ホール、日本武道館          | 全国2都市・4公演（大阪、東京） シングル「ノンフィクション」初回生産限定盤ボーナストラックに一部音源(10曲)収録 （日本武道館4月19日公演のみ） |

### コンセプト・ライブ「Ken's Bar」
「Ken's Bar」とは、通常のコンサートとは異なり、バーのマスターに扮する平井が選曲したBGMをバックに、お酒や食事をしながら生演奏とトークを楽しんでもらうという、大人の空間を演出したコンセプト・ライブである。特徴としては、積極的に他のアーティストのカバーが行われる点である。基本的には古今東西男女を問わず、本人が歌いたい楽曲やお気に入りの楽曲、リスナーへ紹介したい楽曲が中心だが、リクエストを募った年もある（2002年公演など）。
第1回公演は、7枚目のシングル「Love Love Love」が発売された1998年5月29日に、当時新宿区大久保にあった「ONAIR Okubo PLUS」にて観客50名で開催され、その後半年にわたり月1～2回のペースで行われた。当時、6枚のシングルをリリースしながらいずれもヒットにはつながらず、歌う機会を失いつつあった平井が苦肉の策として行ったライブであった。これ以降、平井のライフワークと位置づけられ、単発公演、全国ツアー、ファンクラブ限定イベントなど、様々な形で毎年欠かさず行われている。
会場は、当初は少人数スペースであったが、徐々に動員が増え、「楽園」でのブレイク以降は2005年12月の東京ドーム公演など、開催規模が大きくなっていった。しかし規模の大小にかかわらず、必ずテーブル席が用意されてドリンク・コーナーが設けられるなど、スタート時からのコンセプトは必守している。
ライブの模様は完全生中継や、衛星放送などで開催から程なく録画放送されることがある。また、ステージの模様がDVDなどで映像ソフト化されている公演もある。
2003年12月には開店5周年を記念して、平井ソングの原点ともいえるアーティストの楽曲をアコースティック形式でカバーしたコンセプト・カバー・アルバム『Ken's Bar』をリリース。同時に12/9(火)～12/14(日)の期間限定で、当時港区西麻布にあったダイニングバー｢VERANDA｣に『Ken's Bar nishiazabu』を開店。オープン前日のプレイベントでは、平井が80名の観客を前にKen's Bar収録の「LOVIN' YOU」をはじめ、計5曲をアコースティック編成で披露した。その後、10周年には『Ken's Bar Ⅱ』、15周年には『Ken's Bar Ⅲ』をそれぞれリリース。20周年には記念して行われた東京公演とニューヨーク公演を全曲ノーカット完全収録したBlu-ray・DVDをリリースしている。
アルコールが絡む演出上、2006年冬の名古屋公演では、開催後に飲酒運転取締りの検問が実施されることが事前に公表された。「運転の方はお酒でなく、僕の歌声で酔ってください」と平井堅自らが観客に呼びかけるシーンもあった。なお、違反者はゼロであったと後日、スポーツ新聞に掲載されている。
「Ken's Bar」ではない通常のコンサート公演でも、合間に“Mini Ken's Bar”と題したコーナーが設けられることがある（例としては、2005年の「Ken Hirai 10th Anniversary Tour」や2008年の「Ken Hirai Live Tour 2008 "FAKIN' POP"」など）。

#### これまでの公演一覧
| 年   | 開催日              | タイトル                                                            | 会場                                                                               | 備考 |
| ---- | ------------------- | ------------------------------------------------------------------- | ---------------------------------------------------------------------------------- | --- |
| 1998 | 5月29日 ～11月27日  | Ken's Bar                                                           | ONAIR Okubo PLUS ジャスマックプラザ札幌(7/28のみ)                                  | 月1～2回のペースで開催 |
| 1998 | 12月23日            | Ken's Bar X'mas Special                                             | クラブチッタ川崎                                                                   | |
| 1999 | 6月2日 ～11月10日   | Ken's Bar                                                           | 目黒BLUES ALLEY JAPAN                                                              | 月1～2回のペースで開催 |
| 1999 | 12月19日            | Ken's Bar Special                                                   | クラブチッタ川崎                                                                   | |
| 2000 | 1月19日 ～4月19日   | Ken's Bar                                                           | 目黒BLUES ALLEY JAPAN                                                              | マンスリー開催 |
| 2000 | 12月17日            | Ken's Bar Deluxe                                                    | 台場TRIBUTE TO THE LOVE GENERATION                                                 | |
| 2001 | 2月14日             | Ken's Bar VALENTINE SPECIAL                                         | 台場TRIBUTE TO THE LOVE GENERATION                                                 | |
| 2001 | 7月7日              | Ken's Bar                                                           | 福岡IMZホール                                                                      | |
| 2001 | 12月8日             | Ken's Bar Special                                                   | 大阪城ホール                                                                       | |
| 2002 | 7月7日 ～8月24日    | Ken Hirai LIVE TOUR 2002『Ken's Bar』                               | 札幌芸術の森野外ステージほか                                                       | 初の「Ken's Bar」スタイルによる全国ツアー。11ヶ所・15公演（東京、 栃木、広島、福井、名古屋、宮城、北海道、大阪、香川、福岡、沖縄、台湾）                                                |
| 2002 | 12月17日            | Ken's Bar Special                                                   | 横浜アリーナ                                                                       | |
| 2003 | 7月7日              | Ken's Bar 5th Anniversary Special Vol.1                             | 沖縄・宜野湾野外音楽劇場                                                           | |
| 2003 | 12月8日             | Ken's Bar nishiazabu プレイベント                                   | 西麻布VERANDA                                                                      | 12/9(火)～12/14(日)の期間限定で港区西麻布にオープンした『Ken's Bar nishiazabu』のプレイベントでのミニ・ライブ                                                                           |
| 2003 | 12月22日、 12月23日 | Ken's Bar 5th Anniversary Special Vol.2                             | 横浜アリーナ                                                                       | |
| 2004 | 7月7日 ～7月30日    | Ken's Bar 2004                                                      | 三重県営アリーナほか                                                               | 2度目の「Ken's Bar」スタイルによる全国ツアー。5ヶ所公演（三重、長野、 山梨、高知、長崎）                                                                                                |
| 2004 | 12月18日、 12月26日 | Ken's Bar Winter Special                                            | 幕張イベントホール 神戸ワールド記念ホール                                          | |
| 2005 | 12月20日            | Ken Hirai 10th Anniversary Ken's Bar Special in TOKYO DOME          | 東京ドーム                                                                         | 「Ken's Bar」過去最多の観客動員数4万人 |
| 2006 | 7月7日              | Ken's Bar 2006                                                      | 福岡・国営海の中道海浜公園（野外劇場）                                             | |
| 2006 | 7月20日 ～8月30日   | Ken's Bar Members '06                                               | Zepp Sendaiほか                                                                    | 初のファンクラブツアー。全国7ヶ所・10公演（宮城、北海道、新潟、東京、 大阪、広島、福岡）                                                                                                |
| 2006 | 12月19日            | Ken's Bar 2006 Winter                                               | 名古屋レインボーホール                                                             | |
| 2007 | 7月7日 ～8月16日    | Ken's Bar 2007 SUMMER                                               | さぬき市野外音楽広場テアトロンほか                                                 | 全国5ヶ所公演（香川、宮城、宮崎、東京、和歌山） |
| 2007 | 12月23日            | Ken's Bar 2007 Winter                                               | 札幌きたえーる                                                                     | |
| 2008 | 5月29日             | Ken's Bar 10th Anniversary Special                                  | ビルボード東京                                                                     | DVD『Ken Hirai Films Vol.11 Ken's Bar 10th Anniversary』Disc2に収録 |
| 2008 | 12月24日            | Ken’s Bar 10th Anniversary Christmas Eve special !                  | 横浜アリーナ                                                                       | DVD『Ken Hirai Films Vol.11 Ken's Bar 10th Anniversary』Disc1、 Blu-ray『Ken's Bar 10th Anniversary Christmas Eve Special!』に収録                                                      |
| 2009 | 2月14日             | Ken's Bar 10th Anniversary Valentine Special！ supported by GODIVA  | 大阪城ホール                                                                       | Concept Cover Album「Ken's Bar II」初回生産限定盤のDVDに収録 |
| 2009 | 5月28日             | Ken's Bar 「Ken's Bar Ⅱ」Release Special at YOKOHAMA BANK ART       | 横浜 BankART1929 馬車道                                                            | 史上最少人数の10名を招待。 31st Single「僕は君に恋をする」初回生産限定盤のDVDに収録 |
| 2009 | 7月7日 ～8月30日    | Ken's Bar 2009                                                      | 河口湖ステラシアターほか                                                           | 全国7ヶ所公演（山梨、青森、北海道、千葉、石川、大分、兵庫） |
| 2009 | 12月23日            | Ken's Bar 2009 Winter                                               | さいたまスーパーアリーナ                                                           | |
| 2010 | 5月13日             | Ken Hirai 15th Anniversary Special !! Vol.1 Ken's Bar 2010          | 日本武道館                                                                         | 32nd Single「Sing Forever」初回生産限定盤のCD EXTRA『Ken Hirai 15th Anniversary Live Digest Movie 1995-2010』に一部収録                                                                 |
| 2010 | 7月20日 ～8月21日   | Ken Hirai 15th Anniversary Special !! Vol.2 Ken's Bar 2010 Summer   | 真駒内セキスイハイムアイスアリーナほか                                             | 全国15ヶ所公演（北海道、広島、岐阜、富山、岩手、山形、三重、京都、滋賀、 静岡、鳥取、岡山、愛媛、熊本、長野）                                                                           |
| 2010 | 8月25日、 8月26日   | Ken Hirai 15th Anniversary Special !! Vol.3 Ken's Bar in N.Y.       | B.B. King BLUES CLUB & GRILL New York                                              | 初のニューヨーク公演。33rd Single「アイシテル」初回生産限定盤のCD EXTRA 『Ken's Bar in N.Y.(LIVE MOVIE)』に一部収録                                                                     |
| 2011 | 12月25日            | Ken's Bar 2011                                                      | マリンメッセ福岡                                                                   | |
| 2012 | 7月7日              | Ken's Bar 2012                                                      | アイメッセ山梨                                                                     | |
| 2013 | 5月29日             | Ken' Bar 15th Anniversary Kh(+)Members Special!                     | 日本武道館                                                                         | 開店15周年を迎えた「Ken's Bar」のファンクラブ会員限定記念公演 |
| 2013 | 5月30日             | Ken' Bar 15th Anniversary Special! vol.1                            | 日本武道館                                                                         | 初のLIVE VIEWINGを実施。全国の映画館にて上映（全国：19ヶ所・34スクリーン） Concept Cover Album「Ken's Bar III」初回生産限定盤AのDVDに収録                                               |
| 2013 | 7月6日、 7月7日     | Ken' Bar 15th Anniversary Special! vol.2                            | 沖縄・宜野湾海浜公園野外劇場                                                       | |
| 2013 | 12月7日 ～12月24日  | Ken' Bar 15th Anniversary Special! vol.3                            | 宮城・セキスイハイムスーパーアリーナほか                                           | 全国5ヶ所・8公演（宮城、大阪、徳島、北海道、神奈川） |
| 2014 | 2月14日、 2月15日   | Ken' Bar 15th Anniversary Valentine Special!                        | Blue Note TOKYO                                                                    | Concept Cover Album「Ken's Bar III」初回生産限定盤BのボーナスCDに一部音源収録 |
| 2014 | 5月28日             | Ken' Bar 15th Anniversary Special! vol.4                            | さいたまスーパーアリーナ                                                           | |
| 2014 | 12月23日            | Ken's Bar 2014 Winter                                               | マリンメッセ福岡                                                                   | |
| 2015 | 12月23日、 12月24日 | Ken Hirai 20th Anniversary Ken's Bar X'mas Special!!                | 横浜アリーナ                                                                       | |
| 2016 | 7月7日              | Ken's Bar 2016                                                      | 幕張メッセ イベントホール                                                          | |
| 2016 | 12月24日            | Ken's Bar 2016 X'mas Eve Special!                                   | 大阪城ホール                                                                       | |
| 2017 | 7月7日、 7月8日     | Ken's Bar 2017                                                      | 山梨・河口湖ステラシアター                                                         | |
| 2017 | 12月23日、 12月24日 | Ken's Bar 2017 X'mas Eve Special!                                   | 横浜アリーナ                                                                       | |
| 2018 | 5月29日             | Ken’s Bar 20th Anniversary Meｍbers Special !!                      | TOKYO DOME CITY HALL                                                               | 開店20周年を迎えた「Ken's Bar」のファンクラブ会員限定記念公演 |
| 2018 | 5月30日             | Ken’s Bar 20th Anniversary Special !! vol.1                         | TOKYO DOME CITY HALL                                                               | 全国LIVE VEWING 全35館にて実施 Blu-ray『Ken Hirai Films Vol.14 Ken's Bar 20th Anniversary Special !!』、 DVD『Ken Hirai Films Vol.14 Ken's Bar 20th Anniversary Special !!』Disc1に収録 |
| 2018 | 8月27日 ～8月28日   | Ken’s Bar 20th Anniversary Special !! vol.2 〜Preｍium Live in NY〜 | Sony Hall /New York USA                                                            | 28日公演のみBlu-ray『Ken Hirai Films Vol.14 Ken's Bar 20th Anniversary Special !!』、 DVD『Ken Hirai Films Vol.14 Ken's Bar 20th Anniversary Special !!』Disc2に収録                    |
| 2018 | 11月23日 ～12月24日 | Ken’s Bar 20th Anniversary Special !! vol.3                         | 北海道・北海きたえ〜るほか                                                         | 全国5ヶ所・6公演（北海道、福岡、広島、宮城、神奈川） |
| 2019 | 4月12日 ～5月22日   | Ken’s Bar 20th Anniversary Special !! vol.4                         | 大阪城ホールほか                                                                   | ４都市６公演（大阪、三重、徳島、東京） |
| 2019 | 12月24日            | Ken’s Bar Special!! in SHANGHAI                                     | 中国・上海：National Exhibition & Convention Center Hong Arena(国家会展中心虹館EH) | 初の中国大陸での公演 10th Album「あなたになりたかった」ファンクラブ限定盤(完全受注生産)に収録                                                                                           |
| 2020 | 12月23日            | Ken Hirai 25th Anniversary Special !! Ken's Bar - ON LINE -         | 横浜某所                                                                           | 初の配信ライブ 10th Album「あなたになりたかった」初回生産限定盤CD＋DVD／CD＋BDに収録 |
| 2025 |                     | Ken Hirai 30th Anniversary Ken's Bar - One Night Special !! -       | 横浜アリーナ                                                                       | |

### 出演イベント
- 1995年10月26日 - Air-G' 13th Anniversary Concert（北海道厚生年金会館）
- 1996年11月07日 - ねんきんロックライブ（サッポロファクトリーホール）
- 1996年11月10日 - CHAKA with friendsライブ（赤坂BLITZ）
- 1997年12月19日 - ブラボーMIX LIVE（北海道文化放送）
- 1998年08月10日 - クロスFM 5th アニバーサリーLiveピース～Music Voices～（福岡ドラムロゴス）
- 2000年02月14日 - AIR-G'バレンタインスペシャルライブ（札幌ジャスマックプラザ　ザナドゥ）
- 2000年03月22日 - Jam For Joy Vol.10（渋谷ON AIR EAST）
- 2000年07月19日 - NEW PORT LOVE CRUISE（熊本市新港特設ステージ）
- 2000年08月05日 - CROSS FM 7th ANNIVERSARY 「MUSIC VOICE 2000」（Zepp Fukuoka）
- 2000年08月12日 - MTV MUSIC SUMMIT（台湾・台北市立体育場）
- 2000年08月20日 - J-WAVE LIVE 2000 SUMMER（国立代々木競技場第一体育館）
- 2000年11月18日 - Babyface Special Live（南青山CAY）
- 2001年01月16・17日 - New　Century　Dream　Live　2001（阪急三番街　シアター・ドラマシティ）
- 2001年03月14日 - 日本ゴールドディスク大賞（NHKホール）
- 2001年08月11日 - J-WAVE LIVE 2000+1（国立代々木競技場第一体育館）
- 2002年01月29日 - MTV ANNIVERSARY PARTY（ZEPP TOKYO）
- 2002年05月24日 - MTV Video Music Awards Japan '02（国際フォーラムホールA）
- 2002年06月28日 - 2002 FIFA WORLD CUPTM KOREA / JAPAN OFFICIAL CONCERT（東京スタジアム）
- 2002年08月10日 - J-WAVE LIVE 2000+2（国立代々木競技場第一体育館）
- 2002年12月01日 - サントリー1万人の第九コンサート（大阪城ホール）
- 2003年03月08日 - SPACE SHOWER TV Music Video Awards 03（日本武道館）
- 2003年03月28日 - BAY RHYTHMIX FAINL PARTY（舞花イクスピアリ）
- 2003年07月27日 - FM802 MEET THE WORLD BEAT 2003（万博博記念公園もみじ川芝生広場）
- 2003年08月03日 - ROCK IN JAPAN FESTIVAL 2003（国営ひたち海浜公園）
- 2003年08月10日 - J-WAVE LIVE 2000+3（国立代々木競技場第一体育館）
- 2004年05月07日 - SONY MUSIC FESTIVAL 2004（渋谷公会堂）
- 2004年08月28日 - J-WAVE LIVE 2000+4（国立代々木競技場第一体育館）
- 2004年09月09日 - 坂本九音楽祭！（ミューザ川崎シンフォニーホール）
- 2005年02月25日 - J-WAVE SAPPORO BEER TOKIO HOT 100 AWARD 授賞式（恵比寿ガーデンホール）
- 2005年03月28日 - SPACE SHOWER TV MUSIC VIDEO AWARDS '05（日本武道館）
- 2005年05月29日 - MTV Video Music Award Japan '05（東京ベイNKホール）
- 2005年08月20日 - J-WAVE LIVE 2000+5（国立代々木競技場第一体育館）
- 2005年08月26日 - ロックロックこんにちは! Ver.Episode-Q（大阪城ホール）
- 2006年05月27日 - MTV VIDEO MUSIC AWARDS JAPAN 2006（国立代々木競技場第一体育館）
- 2006年07月23日 - SETSTOCK'06（広島・国営備北丘陵公園）
- 2006年08月04日 - ROCK IN JAPAN FESTIVAL 2006（茨城・国営ひたち海浜公園）
- 2006年08月19日 - J-WAVE LIVE 2000+6（国立代々木競技場第一体育館）
- 2006年08月27日 - MONSTER baSH 2006（香川・国営讃岐まんのう公園）
- 2007年03月08日 - MTV iCON（SHIBUYA-AX）
- 2007年03月17日 - SPACE SHOWER TV MUSIC VIDEO AWARDS '07（日本武道館）
- 2007年08月18日 - J-WAVE LIVE 2000+7（横浜アリーナ）
- 2008年08月17日 - J-WAVE LIVE 2000+8（国立代々木競技場第一体育館）
- 2008年10月01日 - LIVE!!TOGETHER J-WAVE開局20周年記念ライブ（都内・非公表）
- 2009年05月02日 - 亀の恩返し（日本武道館）
- 2009年05月31日 - FM802 RADIO MASIC（大阪城ホール）
- 2009年08月16日 - J-WAVE LIVE 2000+9（国立代々木競技場第一体育館）
- 2009年08月22日 - ロックロックこんにちは！（宮城・国営みちのく杜の湖畔公園）
- 2010年08月15日 - J-WAVE LIVE 2000+10（国立代々木競技場第一体育館）
- 2011年08月20日 - J-WAVE LIVE 2000+11（国立代々木競技場第一体育館）
- 2011年11月11日 - 美空ひばりメモリアルコンサート だいじょうぶ、日本! 〜空から見守る 愛の歌〜（東京ドーム）
- 2011年11月29日 - FM802「ヒロ寺平生誕60周年ライブ！ Daddy's Reborn Jam」（大阪城ホール）
- 2012年07月14日 - ap bank fes '12 Fund for Japan つま恋（静岡）
- 2012年07月28日 - HIGHER GROUND 2012-FINAL-』（福岡・海の中道海浜公園野外劇場）
- 2012年08月18日 - SETSTOCK'12 -10th Anniversary in Bihoku-（広島・国営備北丘陵公園）
- 2012年09月01日 - J-WAVE LIVE 2000+12（国立代々木競技場第一体育館）
- 2013年02月07日 - 古内東子「and then…～20th anniversary BEST～ Release Party Live」（青山ブルーノート）
- 2013年05月19日 - 亀の恩返し2013（日本武道館）
- 2013年08月03日 - ROCK IN JAPAN FESTIVAL 2013（茨城・国営ひたち海浜公園）
- 2013年08月16日 - J-WAVE LIVE 2000+13（国立代々木競技場第一体育館）
- 2013年08月24日 - MONSTER baSH 2013（香川・国営讃岐まんのう公園内芝生広場）
- 2013年09月21日 - テレビ朝日ドリームフェスティバル 2013（国立代々木競技場第一体育館）
- 2014年05月06日 - FM802 HOLIDAY SPECIAL｢Q's STYLE ABENO G.W. EDITION｣（あべのキューズモール スカイコート）
- 2014年05月31日 - FM802 25th ANNIVERSARY 802GO! SPECIAL LIVE RADIO MAGIC（大阪城ホール）
- 2014年08月30日 - J-WAVE LIVE 2000+14（国立代々木競技場第一体育館）
- 2014年09月20日 - GONTITI ダブル還暦フェスティバル 〜one hundred twenty of Happiness〜（大阪フェスティバルホール）
- 2015年08月09日 - SUNSTAR presents J-WAVE LIVE SUMMER JAM 2015（国立代々木競技場第一体育館）
- 2016年06月25日 - 第27回金曲獎(GOLDEN MELODY AWARD)（台湾・台北小巨蛋）
- 2016年08月21日 - SUNSTAR presents J-WAVE LIVE SUMMER JAM 2016（国立代々木競技場第一体育館）
- 2017年02月27日 - WOWOW 武部聡志 Original Award Show ～Happy 60～（東京国際フォーラム）
- 2017年03月04日 - 光文社3誌×J-WAVE×表参道ヒルズ 大人のひな祭り（表参道ヒルズ スペースオー）
- 2017年03月07日 - SPACE SHOWER MUSIC AWARDS 2017（東京国際フォーラム ホールA）
- 2017年03月18日 - TRICERTOPS　DINOSAUR ROCK'N ROLL7 DAY.2（EXシアター）
- 2017年07月22日 - J-WAVE LIVE SUMMER JAM 2017 supported by antenna*」（横浜アリーナ）
- 2017年08月06日 - WEST GIGANTIC CITYLAND '17（大阪・舞洲スポーツアイランド）
- 2017年10月07日 - 靱公園 MUSIC FESTA FM COCOLO ～風のハミング～（靱公園センターコート特設会場）
- 2017年11月30日 - ロックロックこんにちは！Ver.21～EXPO2017～（Zepp Namba）
- 2018年03月01日 - SPACE SHOWER MUSIC AWARDS 2018（パシフィコ横浜 国立大ホール）
- 2018年06月03日 - 日比谷野音 95 周年・日比谷公園115周年記念KPP CAMP ～もんだいガールとネガティブボーイとNEOたち～（日比谷野外大音楽堂）
- 2018年07月15日 - J-WAVE LIVE SUMMER JAM 2018 supported byantenna*（横浜アリーナ）
- 2018年09月15日 - WE♥ NAMIE　HANABI　SHOW　前夜祭～I ♥ OKINAWA／I ♥ MUSIC～ supported by セブン-イレブン（沖縄コンベンションセンター展示棟）
- 2018年09月17日 - テレビ朝日ドリームフェスティバル2018（幕張メッセ国際展示場）
- 2019年06月22日 - AIMYON vs TOUR 2019 “ラブ・コール ”（Sendai PIT）
- 2019年07月15日 - J-WAVE LIVE 20th ANNIVERSARY EDITION（横浜アリーナ）

## 書籍

### 写真集
- 『Ken Hirai“歌バカ一代”10th Anniversary Special Photo Book』2006年3月、ピンナップスアーティスト[50]、学研、ISBN 4054029531
　デビュー10周年を迎えた平井の初の公認写真集。矢嶋英幸撮影による10周年ライブのステージ上から、舞台の裏側、オフショットなどに加えて、平井堅自らがプロデュースしたインサイドストリーフォトセッションを掲載。オリジナルポストカードが付いていた[51][52][53]。

### アニバーサリーブック
- 『歌バカ二十年』2016年1月、エムオン・エンタテインメント、ISBN 4789736555
　平井がデビューした1995年から現在までの20年間に音楽雑誌『ワッツイン』『GB』『PATi・PATi』『BREaTH』他に掲載された記事をアーカイブした「Part.1」と、新規撮り下ろし、20年間のヒストリーに迫るロングインタビューなどを1冊にまとめた「Part.2」の計2冊がオリジナルBOXに収められている。自身の誕生日である2016年1月17日に、オフィシャルサイト完全予約限定商品として発売された[54][55][56]。

### 絵本
- 『大きな古時計』2002年8月、ピンナップスアーティスト、学研、ISBN 4052017978
　平井堅が歌う『大きな古時計』を絵本化したもの。平井堅直筆の歌詞（保富康午の訳詞）と『みんなのうた』で放映された塩田雅紀のイラストレーション（未発表シーンも含む）で構成されている。巻末には平井のロングインタビューが掲載され、付録としてオリジナルポストカードが付いていた[57][58]。